# تپر اوییشن
تپر اوییشن (به انگلیسی: Tepper Aviation) یک شرکت هواپیمایی است که در ۱۹۸۷ میلادی تأسیس شده‌است. دفتر مرکزی تپر اوییشن در کرست‌ویو، فلوریدا، ایالات متحده آمریکا واقع شده‌است و قطب این شرکت هواپیمایی در فرودگاه باب سایکس قرار دارد.